# Washingley
Washingley est un village du Cambridgeshire, en Angleterre.